# Senhora do destino
 (срп. Господарица судбине) бразилска је теленовела, продукцијске куће Реде Глобо, снимана 2004. и 2005.

## Синопсис
Прича почиње 1968. године, када Марија до Кармо, мајка петоро деце, креће из сеоцета у Пернамбуку, савезне државе на североистоку Бразила, у Рио де Жанеиро код брата Себастиаоа, након што муж Жозивалдо „оде у бели свет” да искуша срећу, обећавајући жени и деци да ће се вратити по њих.
Међутим, у Рију влада хаос због усвајања декрета АИ-5, након чега су нападане и затваране многе новинске куће по Бразилу од стране присталица председника Артура да Косте и Силве. Једна од новинских кућа је била и „Диарио де Нотисијас”, чија је власница била Жозефа де Медеирос Дуарте Пинто, коју је наследила након смрти другог мужа. Са сузама у очима, напушта новинску кућу и одлази у Европу јер Бразил више није безбедно место за живот.
Многи од новинара су били принуђени да напусте новинске куће и беже, док су неки остали да их бране. Дирсеу де Кастро, идеалиста и новинар, који се борио против диктатуре, остао је да брани новинску кућу, због чега је затворен.
Након што је стигла у Рио, Марија до Кармо са децом неколико дана проводи у једној напуштеној згради. На њих наилази Назаре Тедеско, проститутка која ради у локалном борделу. Назаре се претвара да је болничарка и помаже Марији до Кармо око деце, представљајући се као Лурдес.
Међутим, Назаре је у свему томе видела прилику да украде Марији до Кармо новорођену ћерку и присвоји је. Будући да је након пет несигурних абортуса остала стерилна, једини начин да задржи љубавника Жозеа Карлоса за себе и одвоји га од жене и ћерке, био је да украде дете. Након што је украла дете, Назаре је уценила Мадам Берт да потврди њену приĉу пред Жозеом Карлосом и тако се осигура до краја живота.
Марија до Кармо је очајна због нестанка ћерке и у свом том хаосу бива ухапшена. Игром случаја, Марија до Кармо и Дирсеу су били у оближњим ћелијама, а у њиховој близини и Ђовани Импрота, један од новинара. Када су изашли из затвора, Марија до Кармо, Дирсеу и Ђовани су се спријатељили, и од тада јој помажу у потрази за ћерком.
Прича се сели у 2004. годину. Марија до Кармо је постала успешна предузетница, али и даље трага за ћерком, упркос низу разочарења која је доживела трагајући, надајући се да ће је једном пронаћи. Дугогодишње пријатељство са Дирсеуом је крунисано везом, али се није удала за њега јер је и даље удата за Жозивалда, који није испунио дато обећање.
Након што на телевизији Марија до Кармо исприча своју причу о украденој ћерки, Жозе Карлос повезује конце и схвати шта је Назаре учинила. Говори јој да ће је пријавити, али га она гура низ степенице и он недуго након тога умире од инфаркта.
Ствари се додатно закомпликују када Жозивалдо види на телевизији Марију до Кармо и одлучује да се врати жени и деци да би живео лагодним животом. Иако је Назаре мислила да нема опасности да се њена тајна открије, у њен живот се појављује Џенане, проститутка која је радила у борделу као и Назаре, која такође зна тајну…

## Улоге
| Глумац:          | Улога:                                                                |
| ---------------- | --------------------------------------------------------------------- |
| Сузана Вијеира   | Марија до Кармо Фереира да Силва                                      |
| Рената Сорах     | Мариа де Назаре Естевес Тедеско                                       |
| Каролина Дикман  | Исабел Естевес Тедеско / Марија до Кармо Фереира да Силва (прва фаза) |
| Жозе Мајер       | Дирсеу де Кастро                                                      |
| Жозе Вилкер      | Ђовани Импрота                                                        |
| Едуардо Московис | Режиналдо Фереира да Силва                                            |
| Летисија Спилер  | Вивијане Фонтес Фереира да Силва                                      |
| Леонардо Вијеира | Леандро Фереира да Силва                                              |
| Леандра Леал     | Марија Клаудија Тедеско                                               |
| Марсело Антони   | Виријато Фереира да Силва                                             |
| Адријана Леса    | Рита де Касија                                                        |
| Дебора Фалабела  | Марија Едуарда Дуда Кореја де Андраде и Коуто                         |
| Дадо Долабела    | Плинио Фереира да Силва                                               |
| Карол Кастро     | Анжелика Рамос                                                        |
| Дан Штулбах      | Едгар Легран                                                          |
| Барбара Боржес   | Џеннифер Импрота                                                      |
| Вера Фишер       | Вера Барозо                                                           |
| Мила Кристи      | Елеонора Фереира да Силва                                             |
| Танија Калил     | Мариналва Налва Фереира да Силва                                      |
| Жозе де Абреу    | Жозивалдо да Силва                                                    |
| Елизанжела       | Џенане Переира                                                        |
| Раул Кортез      | Педро Кореја де Андраде и Коуто, Барон од Бонсусеса                   |
| Глорија Менезес  | Лаура Кореја де Андраде и Коуто, Баронеса од Бонсусеса                |
| Тарсизио Мејра   | Зе Карлос Тедеско                                                     |
| Анжела Вијеира   | Жизела Кореја де Андраде и Коуто                                      |